# Dame Darcy
Dame Darcy, née Darcy Megan Stanger le 19 juin 1971 à Cadwell en Idaho, est une auteure de bande dessinée, illustratrice, musicienne et animatrice américaine.

## Biographie
Dame Darcy naît en 1971 dans l'état de l'Idaho. Très tôt attirée par le monde de l'art (musique et dessin), elle suit des études cinématographiques et d'animation au San Francisco Art Institute à partir de 1989. C'est aussi en 1989 qu'elle auto-édite le premier numéro de son comics Meat Cake. Touche-à-tout, elle joue dans des films indépendants, réalise des illustrations de presse et se produit sur scène comme musicienne. En 1992, elle déménage à Rhode Island et tient le premier rôle du film Check Out Time de Scott Hamrah. Elle s'installe en 1993 à New York où elle crée des poupées, continue son comics, créé une marque de vêtement au Japon... Elle collabore avec Alan Moore sur le neuvième numéro de 
Meat Cake et dessine des épisodes de Cobweb publiés dans l'anthologie Tomorrow Stories. En 2002, elle écrit le recueil de contes Frightful Fairytales édité par Ten Speed Press.